# Недостаточность трёхстворчатого клапана
Недоста́точность трёхство́рчатого кла́пана, или трикуспида́льная недостаточность, — порок сердца, при котором в результате неполного смыкания створок клапана во время систолы желудочков происходит регургитация крови из правого желудочка в правое предсердие. Часто трикуспидальная недостаточность сочетается с митральными и аортальными пороками.

## Классификация
- Первичная или органическая трикуспидальная недостаточность;
- вторичная или функциональная трикуспидальная недостаточность (сочетается с другими пороками)

## Этиология
Органическая трикуспидальная недостаточность характеризуется грубыми морфологическими изменениями створок клапана и встречается редко. Развивается при инфекционном эндокардите, травмах грудной клетки, аномалии Эбштейна, синдроме Марфана, при употреблении некоторых лекарственных средств. Не исключены ятрогенные причины, например, повреждение трехстворчатого клапана при установке кардиостимулятора или взятии биопсии. 
При функциональной трикуспидальной недостаточности отсуствствуют грубые функциональные изменения створок клапана, неполное смыкание створок обусловлено нарушением функции клапанного аппарата. Возникает при различных врожденных и приобретённых пороках сердца, хроническом лёгочном сердце, лёгочной гипертензии, ТЭЛА, осложнённой острым легочным сердцем, инфаркте миокарда, травмах грудной клетки.

## Клиническая картина
В зависимости от этиологии, клинические проявления могут быть различными. В большинстве случаев на первый план выходят симптомы заболевания, приведшего к развитию трикуспидальной недостаточности. 
О возникновении трикуспидальной недостаточности говорят появление или усугубление признаков застоя крови в большом круге кровообращения, такие как, нарастание отёков, тяжесть в правом подреберье, тошнота, анорексия, при развитии асцита появляются характерные признаки — чувство распирания по всему животу, увеличение живота в объёме, метеоризм. 
У больных, ранее жаловавшихся на одышку в покое, ортопноэ или приступы удушья, обусловленные лёгочной гипертензией, при развитии трикуспидальной недостаточности одышка уменьшается, не усиливается в горизонтальном положении, приступы сердечной астмы становятся реже.  
Ещё одним важным признаком является увеличение общей слабости и быстрой утомляемости, что приводит к значительному ограничению физической активности.   

## Диагностика
При осмотре обращает на себя внимание акроцианоз, иногда с желтушным оттенком (из-за застоя в большом круге кровообращения и нарушения функции печени), отёк лица, набухшие вены шеи даже в вертикальном положении. При выраженной трикуспидальной недостаточности можно обнаружить пульсацию вен шеи, совпадающую с систолой желудочков. 
Печень, как правило, увеличена, уплотнена, умеренно болезненна при пальпации, иногда можно обнаружить её пульсацию (печёночный пульс). У мужчин, в тяжёлых случаях может быть отёк мошонки и полового члена.  
Обязательно проведение инструментальных методов исследования:
- ЭКГ;
- ЭХО-КГ;
- МРТ сердца;
- катетеризация[1].

## Лечение
В первую очередь необходимо лечение основного заболевание, приведшего к развитию трикуспидальной недостаточности. 
При неэффективности медикаментозной терапии может быть предложено хирургическое лечение. 